# Museu Nacional dos Coches

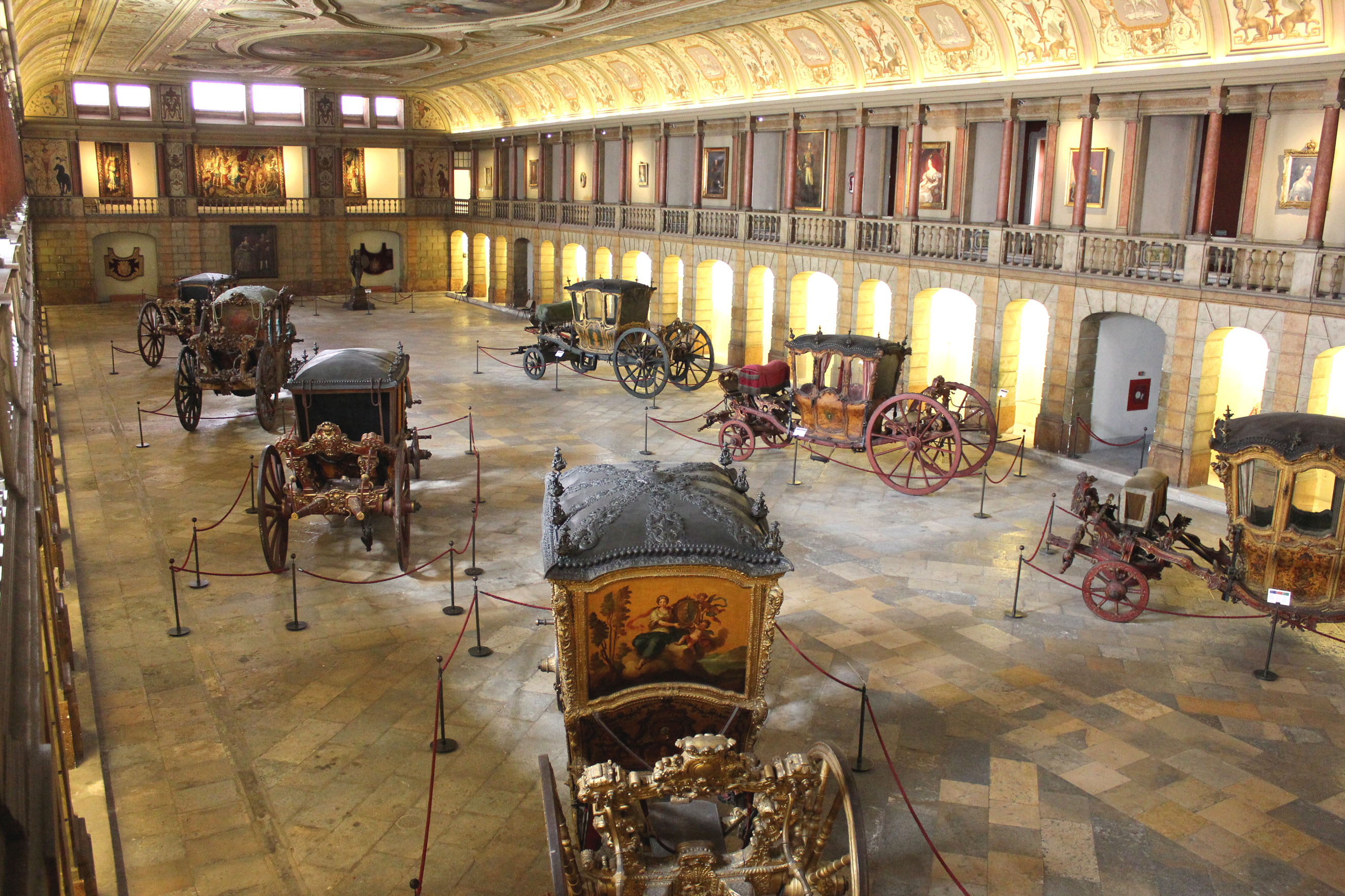
Ausstellung des Museu Nacional dos Coches

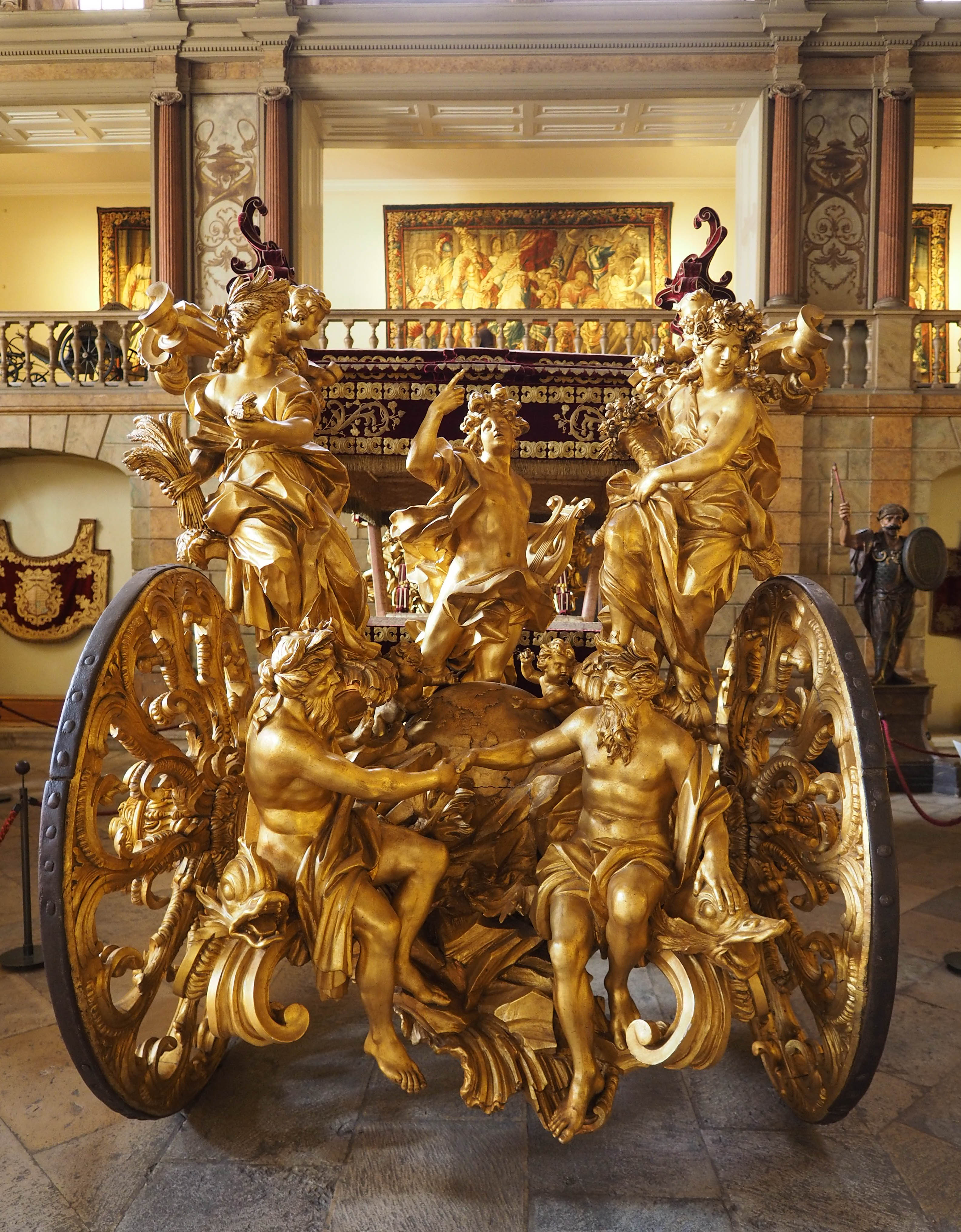
Coche dos Oceanos

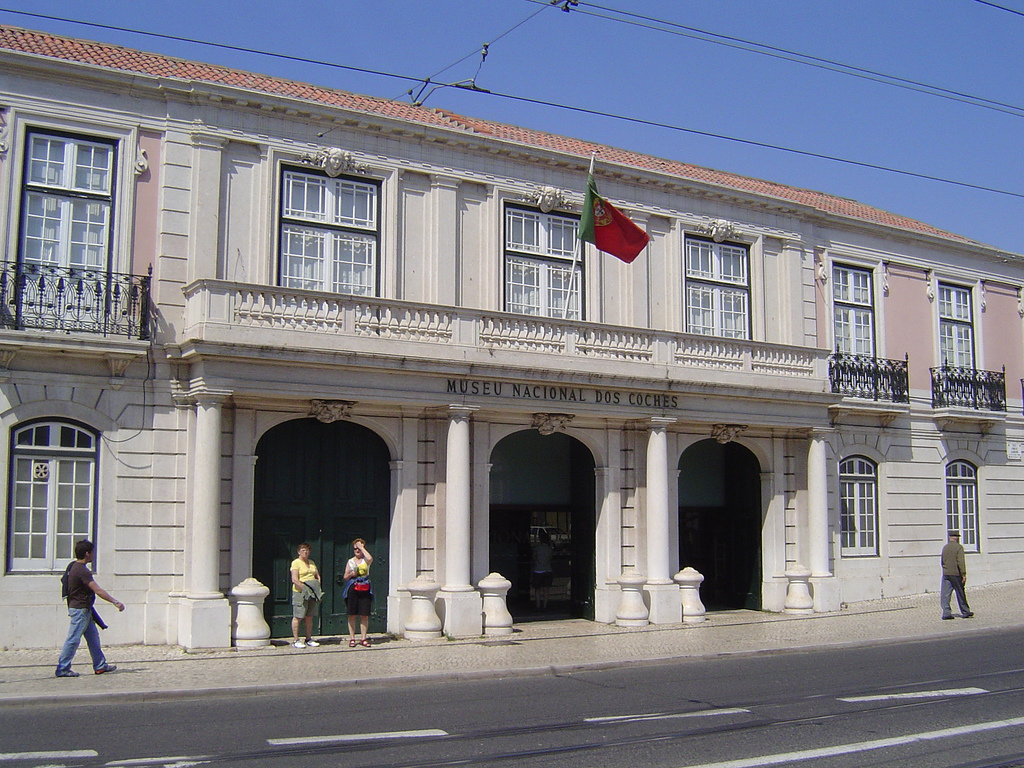
Fassade des Museums-Altbaus

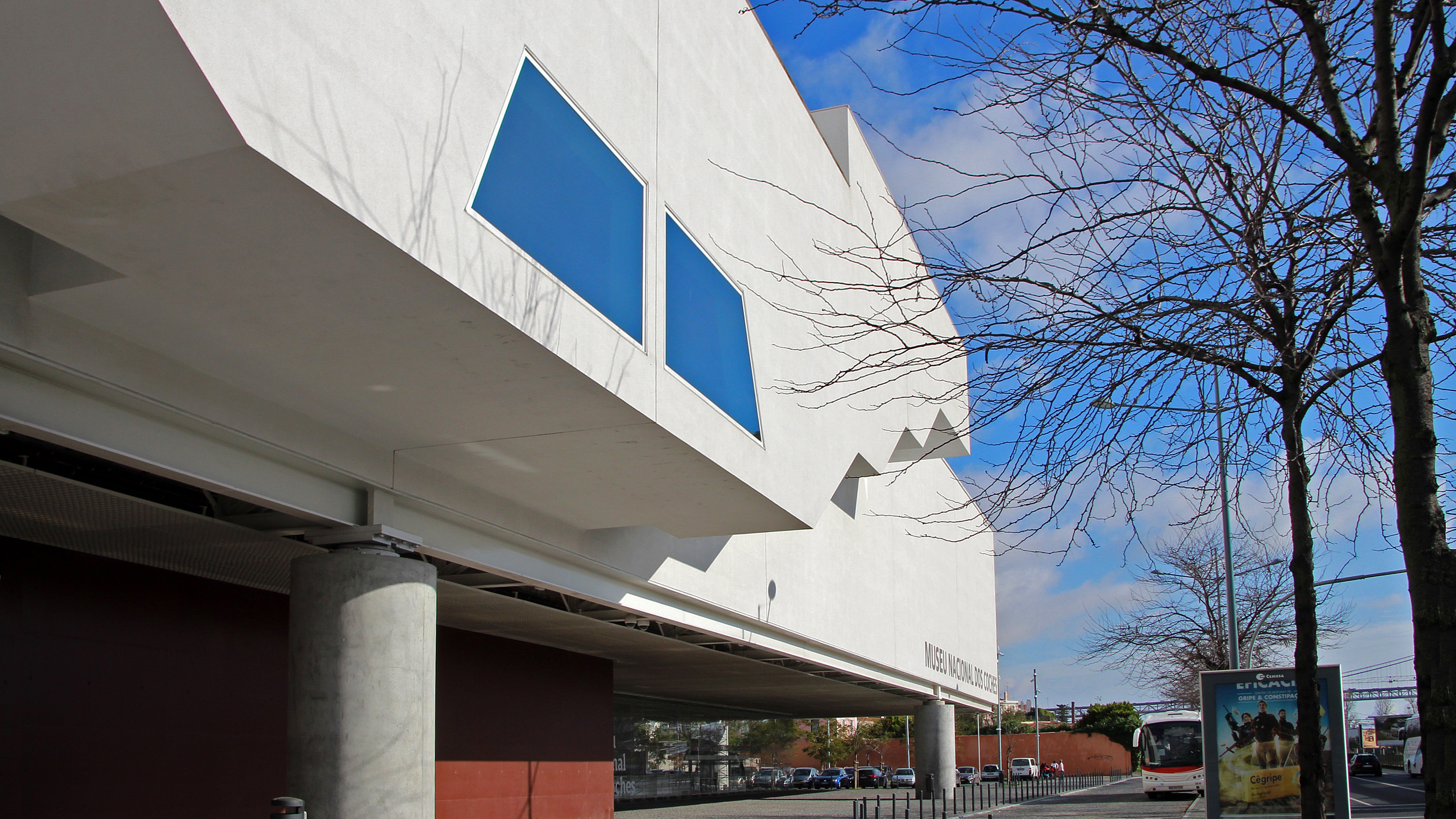
Museums-Neubau

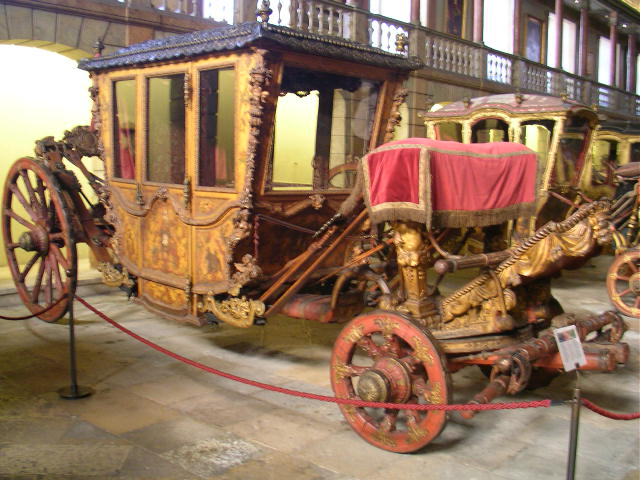
Portugiesischer Wagen

Das Museu Nacional dos Coches (deutsch: Nationales Kutschenmuseum) im Lissaboner Stadtteil Bélem, Portugal, gilt mit 400.000 Besuchern pro Jahr als das meistbesuchte Museum der Stadt. Es besitzt eine der schönsten Sammlungen historischer Wagen der Welt. 
Das Museum ist inzwischen zweigeteilt: Sein älterer (nunmehr kleinerer) Teil findet sich in der ehemaligen klassizistischen Reithalle des Palácio Nacional de Belém. Quer über die Straße (Praça Afonso de Albuquerque/Rua da Junqueira) ist – mit Zugang von der Avenida da Índia 136 – in einem futuristischen, 2015 fertiggestellten Neubau inzwischen der größere Teil der gesamten Sammlung zu besichtigen.

## Altbau
Die ehemalige Reithalle war von dem italienischen Architekten Giacomo Azzolini um 1787 auf dem Gelände einer ehemaligen, 1726 von der Königsfamilie erworbenen Reitarena gebaut worden. Das Halleninnere wurde von dem Künstler Francisco de Setubal mit Darstellungen und Azulejo-Mosaiken der Wissenschaft, des Handels, des Friedens und des Sieges ausgeschmückt. Die Reitbahn war 50 m lang und 17 m breit und wurde für die Ausbildung von Pferden und Vorstellungen genutzt. Das ursprüngliche Museum wurde in diesem Gebäude 1905 auf Veranlassung der letzten portugiesischen Königin Amélie etabliert.

## Neubau
Portugals ehemaliger Ministerpräsident José Sócrates hatte im Februar 2010 den Grundstein für den Neubau gelegt. Das moderne Gebäude befindet sich an der Avenida da India am Ufer des Tejo und wurde von dem brasilianischen Stararchitekten Paulo Mendes da Rocha entworfen. 2013 wurde das Museum zwar fertig gebaut und der Öffentlichkeit vorgestellt, es konnte aber aufgrund fehlender finanzieller Mittel vorerst nicht eröffnet werden. Eigentlich war vorgesehen, es im Jahr 2014 dem Publikum zur Verfügung zu stellen, aber die Wirtschaftskrise Portugals machte dies unmöglich. Inzwischen wurde es 2015 eröffnet.

## Sammlung
Beide Häuser beherbergen eine umfangreiche Sammlung von Kutschen der portugiesischen Königsfamilie und des portugiesischen Adels. Unter den zahlreichen Kutschen aus dem 16. bis 19. Jahrhundert sind die Reisekutsche Philipps II. von Spanien oder die in England gefertigte Königskutsche von Johann VI. aus Portugal hervorzuheben, die er verwendete, um 1619 von Spanien nach Portugal zu reisen. Die Sammlung gibt ebenso einen umfangreichen Überblick über die Entwicklung der Kutschen mit Ausstellungsstücken aus Italien, Portugal, Frankreich, Spanien, Österreich und England.
Es gibt auch mehrere pompöse Barock-Kutschen aus dem 18. Jahrhundert, die bemalt und mit vergoldeten Schnitzereien verziert sind. Zu den eindrucksvollsten Ausstellungsstücken gehören eine Karosse, die Papst Clemens XI. 1715 dem portugiesischen König Johann V. schenkte, und die beiden 1716 in Rom gebauten Kutschen, die der portugiesische Botschafter an Papst Clemens XI übergab.
Neben den Kutschen präsentiert die Sammlung in beiden Häusern auch Gemälde, Sänften, Kutscherlivreen, Zaumzeug, Sättel und andere Accessoires. 
Ein weiterer Teil des Museums befindet sich im Palast der Familie Duque de Bragança in Vila Viçosa im Alentejo.